# نيك هيكروب
نيك هيكروب (مواليد 3 أبريل 1968) هو سياسي دنماركي عضو في الحزب الاشتراكي الديمقراطي يشغل حالياً منصب وزير العدل.